# United Kennel Club
United Kennel Club, s kratico UKC je drugi najstarejši register čistokrvnih psov s poreklom v ZDA in drugi največji na svetu. UKC ni del Mednarodne kinološke zveze (FCI). UKC je ustanovil Chauncey Z. Bennett leta 1898.

## Pasme
Vse pasme so razdeljene v skupine: 
- družni pes (Companion dog)
- pes čuvaj (Guardian Dog)
- pes lovec (Gun Dog)
- pastirski pes (Herding Dog)
- severne pasme (Northern Breed)
- gonič (Scenthound)
- hrti & divji ali poldivji psi (Sighthound & Pariah)
- terierji (Terrier)